# Семискульский сельсовет
Семискульский сельсовет — упразднённая административно-территориальная единица и муниципальное образование в составе Мокроусовского района Курганской области России. 
Административный центр — село Одино.

## История
В 1743 году на северо-восточном берегу озера Семискуль казаками и драгунами под командованием полковника Павлуцкого был построен форпост Российской империи Семискульский редут . В 1752 году крепость утратила боевое значение и была заселена крестьянами, выходцами из Краснослободской, Кызацкой слобод Тобольской губернии. Появилась деревня Семискульская. По данным переписи 1782 года в деревне 19 домов, населенных 159 жителями. В 1897 году началось строительство каменной  церкви. Постройка храма закончилась в 1901 году, а в 1898 году была открыта церковно-приходская школа. Деревня получила статус села. Село Семискульское стало административным центром Семискульского совхоза, дало имя сельсовету, лесничеству, средней школе. С 2005 года деревня Семискуль является незаселенной.   
В соответствии с Законом Курганской области от 6 июля 2004 года № 419 сельсовет наделён статусом сельского поселения.
Законом Курганской области от 08.10.2021 № 109 сельсовет упразднён в связи с преобразованием муниципального района в Мокроусовский муниципальный округ.

## Население
| 1989 | 2002 | 2010 | 2012 | 2013 | 2014 | 2015 |
| ---- | ---- | ---- | ---- | ---- | ---- | ---- |
| 854  | ↘607 | ↘356 | ↘328 | ↘303 | ↘295 | ↘281 |
| 2016 | 2017 | 2018 | 2019 | 2020 |      |      |
| ↘279 | ↘273 | ↘266 | ↘255 | ↘250 |      |      |

## Состав сельского поселения
| № | Населённый пункт | Тип населённого пункта       | Население |
| - | ---------------- | ---------------------------- | --------- |
| 1 | Денисово         | деревня                      | ↘9        |
| 2 | Одино            | село, административный центр | ↘347      |
| 3 | Семискуль        | деревня                      | ↘0        |